# Олімпійський комітет Монако
Олімпійський комітет Монако (фр. Comité Olympique Monégasque) це національний олімпійський комітет, котрий представляє Монако.
Штаб-квартира розташована в Монако. Є членом МОК, олімпійських комітетів Європи та інших міжнародних спортивних організацій. Здійснює діяльність з розвитку спорту в Монако.
Заснований в 1907 році; зареєстрований в МОК в 1953 році.
Чинним головою є князь Монако Альбер II.